# Nowosilski-Bucht
Die Nowosilski-Bucht ist eine 3 km breite Bucht an der Südküste Südgeorgiens. Sie liegt unmittelbar südlich des Mount Fraser.
Entdeckt und als Saliw Nowosilskowo (russisch Залив Новосильского) benannt wurde die Bucht 1819 bei der ersten russischen Antarktisexpedition (1819–1821) unter der Leitung Fabian Gottlieb von Bellingshausens. Namensgeber ist Leutnant Pawel M. Nowosilski, Offizier der Mirny unter Kapitän Michail Lasarew bei dieser Forschungsreise.